# Svizzera normanna

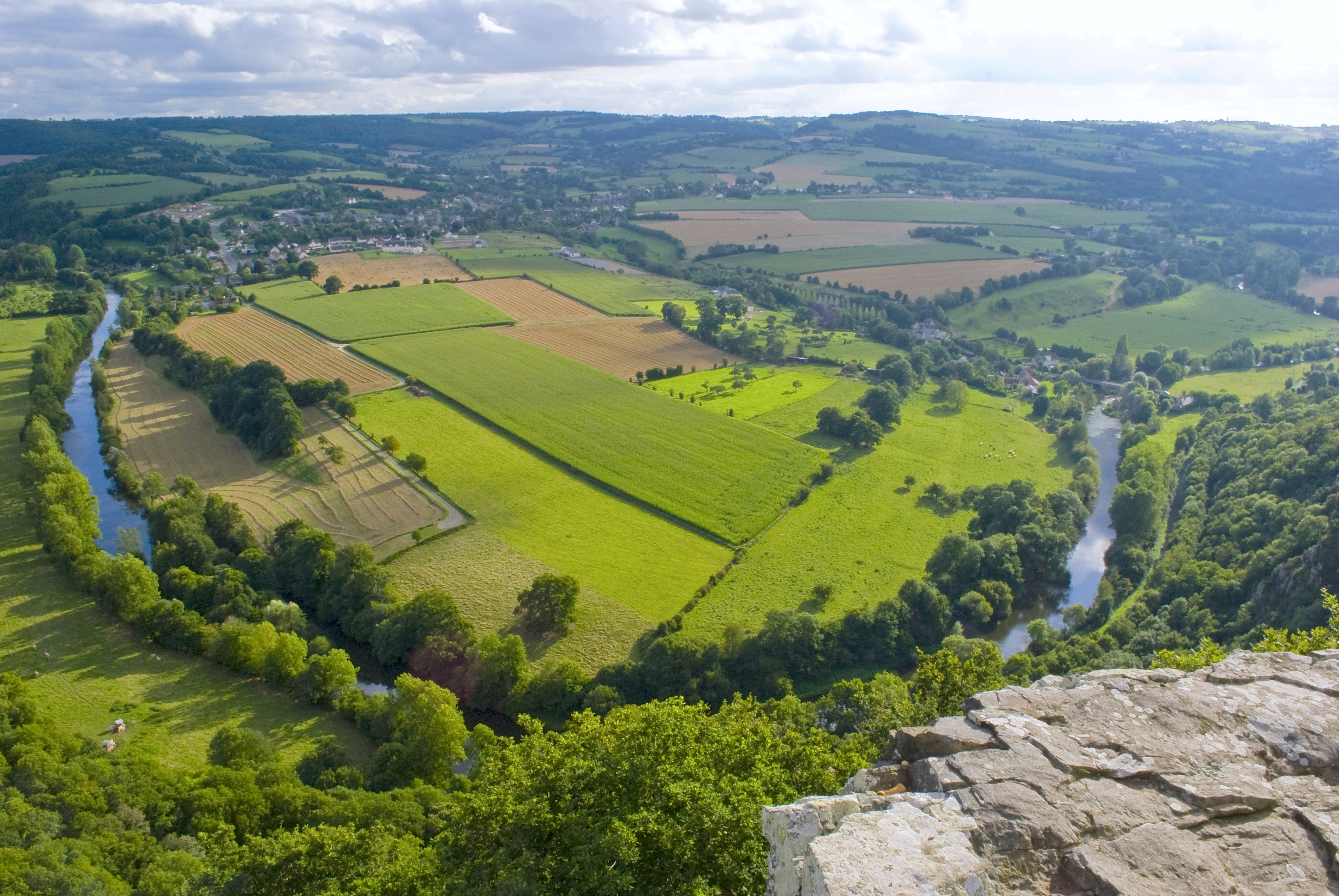
Ansa dell'Orne. Veduta da Saint-Omer.

La Svizzera normanna  (in francese Suisse normande, in normanno Suisse Nouormande) è una regione  normanna, a cavallo tra i dipartimenti del Calvados e dell'Orne.
Il suo nome proviene dalla sua orografia irregolare e verdeggiante, con gole scolpite dall'Orne e dai suoi affluenti per erosione nel Massiccio armoricano, tra Putanges-Pont-Écrepin e Thury-Harcourt. Le sponde del fiume offrono rilievi scoscesi e uno spazio forestale importante.
Sulle colline i campi, di dimensioni modeste e in pendenza, sono spesso cinti di spesse siepi o di muretti in granito con una fitta vegetazione. Il Monte Pinçon, con la sua vetta di 362 m s.l.m. è il punto più alto della Svizzera normanna.
Le chiese, case e le fattorie hanno uno stile più vicino a quello che si trova nella Manica (muri in granito o scisto, con tetti in ardesia o in scisto), piuttosto che quelle a graticcio del pays d'Auge.
Le città principali sono Athis-de-l'Orne, Clécy, Condé-sur-Noireau, Pont-d'Ouilly, Putanges-Pont-Écrepin e Thury-Harcourt.

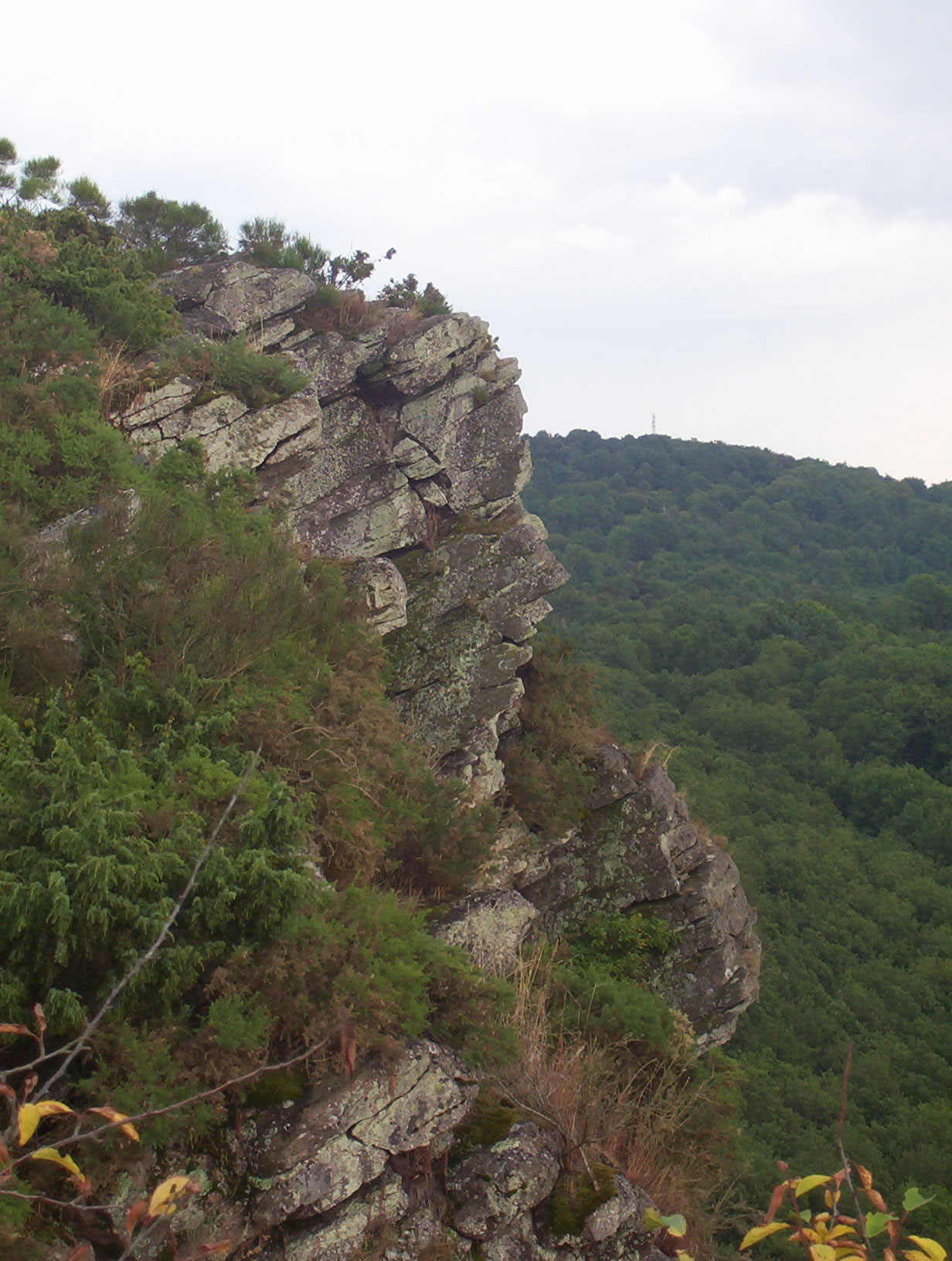
Svizzera normanna: La Roche d’Oëtre

Vi si sviluppano numerose attività turistiche all'aria aperta: canoa, equitazione, arrampicate, deltaplano, kayak, parapendio, Mountain bike.
Thury-Harcourt ha ospitato i campionati d'Europa di kayak-polo nel 2007 e i Campionati del mondo di kayak-polo nel settembre 2014.

## Luoghi caratteristici
- Monte Pinçone: culmina a 362 m d'altitezza. È il punto più alto della Svizzera normanna.
- La Roche d'Oëtre, falesia di puddinga strapiombante sulla Rouvre per 118 metri, è uno degli alti luoghi turistici della Svizzera normanna la cui particolarità è quella di evocare un volto visto di profilo.
- Lo sbarramento idro-elettrico di Rabodanges e il suo lago trattato per la pesca, la motonautica e lo sci nautico.
- Le fosse d'inferno, museo a Saint-Rémy attorno antiche miniere di ferro.
- La città di Pont-d'Ouilly e la sua trattoria con balera sulla riva dell'Orne tutte le domeniche. Sul fiume è attrezzato uno spazio per la pratica del kayak-polo (l'équipe di kayak-polo di Pont-d'Ouilly è una delle migliori di Francia).
- La città di Clécy e le sue trattorie con balera sulle rive dell'Orne, i suoi pedalò, le falesie attrezzate per le scalate, il deltaplano e il parapendio, nei comuni di Saint-Omer e del Vey.

## Monumenti

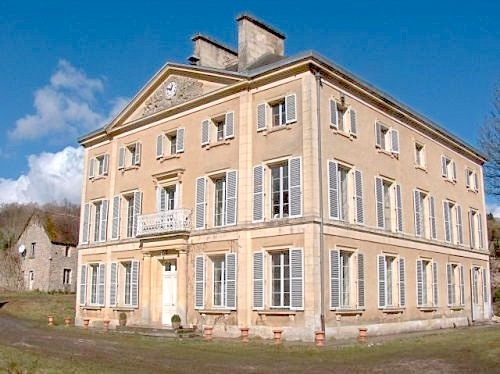
Castello de La Pommeraye

- Il castello di Pontécoulant, punto di partenza di numerosi sentieri per escursioni e aperti nei boschi della zona detta Roche aux Renards
- Il castello de La Pommeraye, castello del XIX secolo, posto in mezzo al verde
- Il castello della Tourelle o del Bas de Martimbosq, vestigia feudale del XIV secolo, accanto  alle rive dell'Orne, nel comune di Curcy-sur-Orne.